# Vismarkt 40 (Groningen)
Vismarkt 40 is een rijksmonument aan de Vismarkt in de Nederlandse stad Groningen. Het staat op de oostelijke hoek van de Vismarkt met de Haddingestraat.
Vismarkt 40 oogt als een pand uit de achttiende eeuw. Achter de voorgevel schuilt echter een pand waarvan de oorsprong teruggaat tot de veertiende eeuw. Daarmee is het een van de oudste panden in de stad dat deels bewaard is gebleven. De ouderdom blijkt uit metselwerk in de zijgevel, zichtbaar vanuit de Pelsterdwarsstraat, dat gedateerd wordt in de veertiende eeuw.
Zijn huidige exterieur, met name de voorgevel, kreeg het pand in de achttiende eeuw. Het werd toen ingrijpend verbouwd in opdracht van Daniël Henri l'Argentier du Chesnoy, heer van Bierum die het als zijn stadshuis gebruikte. Het moet toen ook een imposant trappenhuis gekregen hebben, dat echter niet bewaard is gebleven. De gebeeldhouwde buitentrap aan de voorzijde is nog wel aanwezig.